# Carlos Queiroz
Pour les articles homonymes, voir Queiroz (homonymie).
Carlos Queiroz est un entraîneur portugais de football né le 1er mars 1953 à Nampula au Mozambique portugais. Il est l’actuel sélectionneur d’Oman.

## Biographie
Entraîneur adjoint d'Estoril Praia en 1984, Carlos Queiroz intègre en 1987 la Fédération du Portugal de football chargée des sélections de jeunes. Il fait beaucoup de recherches dans les méthodes d'entraînement utilisées à l'étranger. La Fédération investit considérablement dans la formation des jeunes joueurs et il permet à certains talents comme Luís Figo, Rui Costa, Vítor Baía, Paulo Sousa, Fernando Couto et João Vieira Pinto d'éclore aux yeux de tous.
Il enchaîne jusqu'en 1991 des réussites sportives avec les moins de 17 ans, moins de 19 ans et moins de 20 ans entre Coupe du monde U20 et Championnat d'Europe U17. Il est nommé en 1991 sélectionneur du Portugal avec l'ambition de qualifier la sélection pour la Coupe du monde 1994. Il s'appuie sur cette jeune génération avec laquelle il a tout gagné avec les sélections de jeunes mais ne parvient pas à qualifier l'équipe. En effet, le 17 novembre 1993, le Portugal perd un à zéro contre l'Italie le match qu'il ne fallait pas perdre et termine troisième de ces qualifications à un point de la Suisse et deux points de l'Italie.
Déçu de cet échec, il quitte la Fédération et s'engage comme entraîneur du Sporting Portugal. Il remporte la Coupe du Portugal (2-0 contre le Maritimo Funchal) et termine à la deuxième place en championnat en 1995.
Avec sa réputation de formateur, il s'inscrit dans des projets de développement du football et s'engage aux États-Unis, au Red Bull New York où il reste une saison, avant de rejoindre le club japonais de Nagoya Grampus Eight où il succède à Arsène Wenger. La saison est difficile en championnat alors que le club brille en Coupe d'Asie des vainqueurs de coupe en atteignant la finale (perdue 1-3 face à Al Hilal). Le Portugais reste ensuite une saison (1998-99) à la tête de la sélection des Émirats arabes unis.

### Afrique du Sud (2000-2002)
De 2000 à 2002, il entraîne l'Afrique du Sud et qualifie les « Bafana Bafana » pour la CAN 2002 Puis la coupe du monde 2002. Il démissionne de son poste après les mauvais résultats de la sélection, un quart-de-finale lors de la compétition, et l'intronisation de Jomo Sono comme superviseur de la sélection.

### Entraîneur adjoint à Manchester United (2002-2003)
Il est alors recruté par Alex Ferguson comme adjoint à Manchester United et est un des artisans du titre de champion 2003. En juin 2003, il quitte son poste pour entraîner le Real Madrid a la suite du départ de Vicente del Bosque

### Real Madrid (2003-2004)
Avec le Real Madrid, il remporte la Supercoupe d'Espagne en battant le Real Majorque. À la mi-saison, l'équipe est en tête du championnat mais perd ses cinq derniers matches et termine à la quatrième place. Le Real Madrid ne remporte au terme de la saison qu'un seul trophée, la Supercoupe d'Espagne et Queiroz est démis de ses fonctions en mai 2004.

### Retour à Old Trafford (2004-2008)
De retour à Manchester United en 2004, il reprend son poste d'adjoint d'Alex Ferguson. Le 11 juillet 2008, Manchester United accepte de libérer Queiroz de son contrat, et il est nommé sélectionneur de l'équipe nationale du Portugal,.

### Portugal (2008-2010)
De retour à la tête de l'équipe nationale portugaise, l'équipe aligne trois contre-performances en étant battu chez elle par le Danemark, trois buts à deux, et est tenue en échec par la Suède et l'Albanie en phase de qualification au Mondial 2010. Après cette première partie de qualifications médiocre, l'équipe se reprend et se qualifie pour les matchs de barrages. Grâce à deux victoires, un but à zéro face la Bosnie-Herzégovine, les Lusitaniens se qualifient et Queiroz avoue réaliser « le rêve de toute une vie ».
Lors de la Coupe du monde 2010, le Portugal débute par un match nul sans but face à la Côte d'Ivoire puis l'emporte largement face la Corée du Nord sept buts à zéro, la victoire la plus lourde de la Coupe du monde depuis la victoire de l'Allemagne face à l'Arabie saoudite en 2002. En huitième de finale, les Portugais sont battus par l'Espagne un but à zéro. Le 9 septembre 2010, il est limogé du poste de sélectionneur du Portugal. Il a également été suspendu pour une durée de six mois par l'Autorité antidopage portugaise le 30 août 2010. Le 23 mars 2011, la Cour d'arbitrage pour le sport a confirmé en appel la sanction infligée à Queiroz.

### Iran (2011-2019)
Le 4 avril 2011, Carlos Queiroz devient sélectionneur de l'équipe nationale d'Iran. Queiroz signe un contrat de deux ans et demi jusqu'à la fin de la Coupe du monde 2014 au Brésil.
Sous ses ordres, l'Iran se qualifie pour la Coupe du monde et devient la troisième équipe que Queiroz réussit à qualifier pour la compétition mondiale, après avoir atteint l'édition 2002 avec l'Afrique du Sud et l'édition 2010 avec le Portugal.
Il mène la sélection iranienne jusqu'en demi-finale de la Coupe d'Asie 2019 (défaite 3-0 contre le Japon) et démissionne juste après l'élimination de son équipe.

### Colombie (2019-2020)
Le 7 février 2019, il est nommé à la tête de la sélection colombienne de football. Le 2 décembre 2020, il est démis de ses fonctions à la suite d'une succession de mauvais résultats, notamment deux défaites à domicile contre l'Uruguay, trois buts à zéro, et l'Équateur, six buts à un.

### Égypte (2021-2022)
Le 8 septembre 2021, il est nommé sélectionneur de l'Égypte. Il réalise une bonne CAN 2021 mais s'incline en finale aux tirs au but face au Sénégal.
Le 29 mars 2022, à la suite d'une défaite en barrages, une nouvelle fois aux tirs au but contre le Sénégal, qui prive l'Égypte de Coupe du monde 2022 au Qatar, il annonce sa démission.

### De retour en Iran (2022)
Le 7 septembre 2022, il fait son retour et redevient le sélectionneur de l'Iran 3 ans après son dernier contrat.
Son contrat n'est pas renouvelé après la Coupe du monde de football 2022 au Qatar, qui voit l'Iran éliminé en phase de poules.

### Un court passage au Qatar (2023)
En février, il est nommé sélectionneur de l'équipe du Qatar de football. Il quitte ses fonctions le 6 décembre 2023, d'un commun accord selon la Fédération qatarie, à quelques semaines du début de la Coupe d'Asie des nations de football 2023 qui se tient au Qatar.

## Palmarès
- Coupe du monde des moins de 20 ans :
  - Champion en 1989 et 1991
- Championnat d'Europe des moins de 17 ans :
  - Champion en 1989
  - Finaliste en 1988

- Championnat d'Europe des moins de 19 ans :
  - Finaliste en 1988 et 1990

- Championnat du Portugal :
  - Vice-champion en 1995 (Sporting CP)

- Supercoupe du Portugal :
  - Vainqueur en 1995 (Sporting CP)

- Coupe du Portugal :
  - Vainqueur en 1995 (Sporting CP)
  - Finaliste en 1994 et 1996 (Sporting CP)

- Major League Soccer :
  - Vice-champion en 1996 (Red Bull New York)

- Coupe d'Asie des vainqueurs de coupe :
  - Finaliste en 1997 (Nagoya Grampus Eight)

- Supercoupe d'Espagne :
  - Vainqueur en 2004 (Real Madrid)